# B. F. Parry
B. F. Parry, nom de plume de Bénédicte Fleury, née en 1981, est une écrivaine française de romans, auteur de littérature de jeunesse. Elle a écrit la série Oniria, co-éditée par Hachette et Hildegarde.

## Biographie
Bénédicte Fleury se lance dès l'âge de neuf ans dans la rédaction d'un premier roman, Mystères et nougats mous. Diplômée de l'ESSEC en 2005, elle entame une carrière en marketing et communication avant de se consacrer intégralement à l'écriture à partir de 2010. Elle vit dans le nord de la France. Elle est mariée et a trois enfants,.
B. F. Parry est l'auteur de la série Oniria, une série de romans fantastiques pour la jeunesse qui comporte quatre tomes, dont trois ont été édités à fin 2015.

## Œuvres

### SérieOniria
1. Le Royaume des Rêves, Hachette/Hildegarde, 2014, 336 p.  (ISBN 978-2012038509)Finaliste pour le prix du roman jeunesse 2015 de Cultura[3]
2. Le Disparu d'Oza-Gora, Hachette/Hildegarde, 2015, 336 p.  (ISBN 978-2012043312)
3. La Guerre des cauchemars, Hachette/Hildegarde, 2015, 336 p.  (ISBN 978-2012256682)
4. Le Réveil des fées, Hachette/Hildegarde, 2016, 448 p.  (ISBN 978-2012256699)